# Municipio de Río Bravo
El municipio de Río Bravo es uno de los cuarenta y tres municipios en que se encuentra dividido el estado de Tamaulipas en el noreste de México.  Su cabecera es Ciudad Río Bravo.
El último dato que dio a conocer el INEGI en el Censo de Población y Vivienda de 2020 el municipio cuenta con 132,484 habitantes. el municipio limita al norte con los Estados Unidos en particular con el condado de Hidalgo y al sur con el municipio de San Fernando y al oeste con el municipio de Reynosa y al este con el municipio de Matamoros y al noreste con el municipio de Valle Hermoso y finalmente al suroeste con el municipio de Méndez.

## Demografía
De acuerdo al censo del año 2020 el municipio tiene un total de 132,484 habitantes, 66,121 49.9 % hombres y 66,363 50.1 % mujeres.

### Localidades

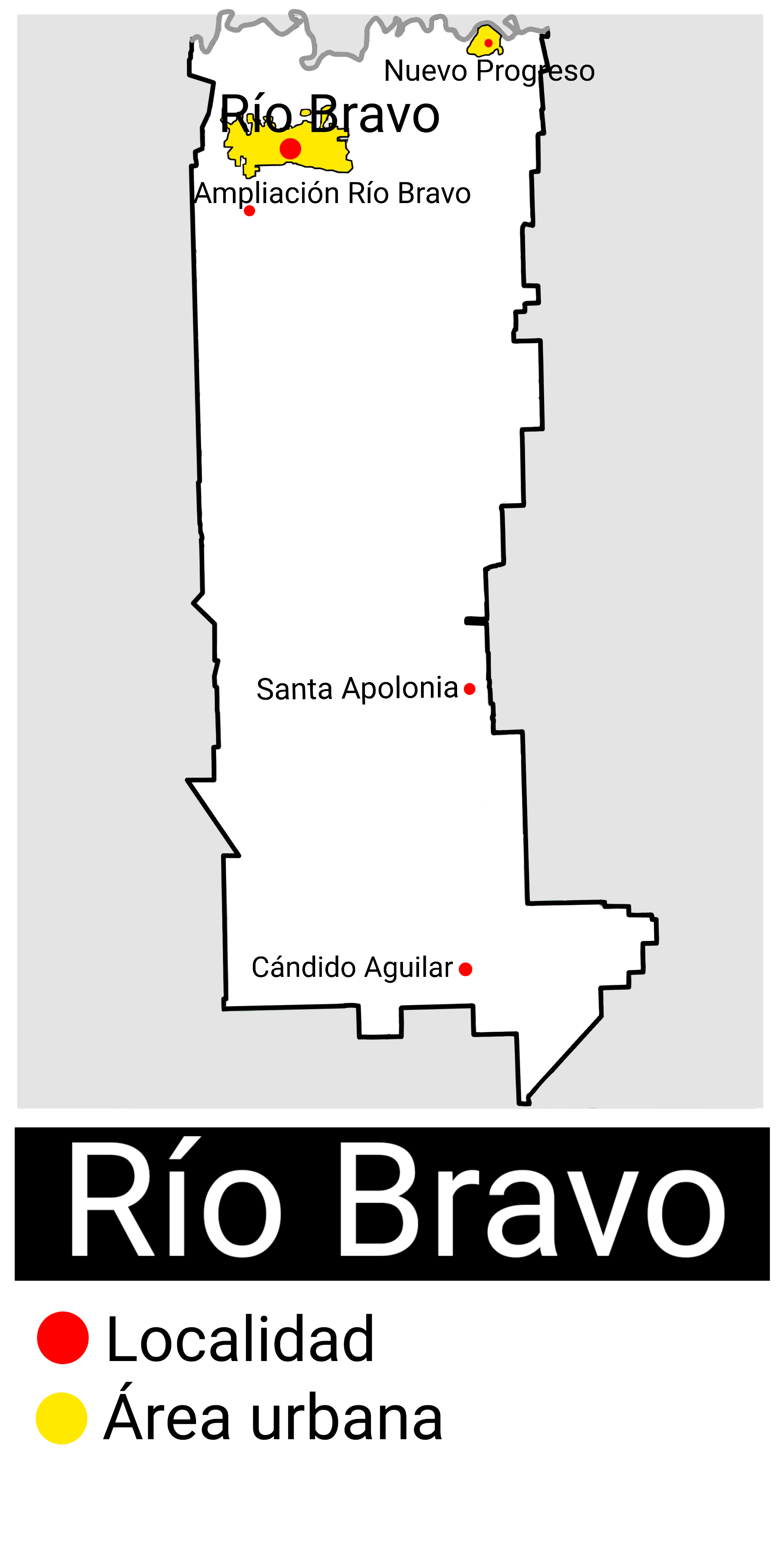
Principales localidades

Lista de poblados más grandes en el municipio:
| Localidad            | Población |
| -------------------- | --------- |
| Río Bravo            | 111,314   |
| Nuevo Progreso       | 10,272    |
| Santa Apolonia       | 1,371     |
| Ampliación Río Bravo | 900       |
| Cándido Aguilar      | 512       |
| Seis de Enero        | 411       |

## Personas destacadas
- Juan Antonio Guajardo Anzaldúa (1958 - 2007) - Político